# Latidens salimalii
Genre
Espèce
Statut de conservation UICN

 EN B1ab(iii)+2ab(iii) : En danger
Latidens salimalii est une espèce de chauves-souris frugivores du sud de l'Inde. C'est la seule espèce du genre Latidens.

## Répartition
Cette espèce est seulement présente dans les Ghats occidentaux. Elle a été découverte pour la première fois au Tamil Nadu.

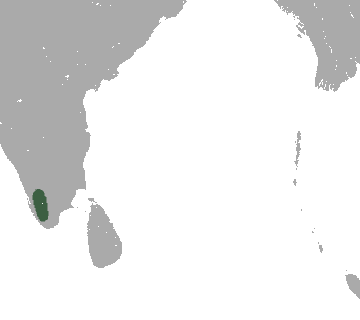
Répartition de l'espèce en Asie du Sud.